# Josef Mesk
Josef Mesk (* 31. Mai 1869 in Alexandria; † 4. November 1946 in Graz) war ein österreichischer Klassischer Philologe.
Mesk studierte von 1890 bis 1894 Klassische Philologie an der Universität Wien, wo er 1895 promoviert wurde und 1896 die Lehramtsprüfung in den Fächern Latein, Griechisch und Deutsch ablegte. Anschließend war er an verschiedenen Gymnasien als Lehrer tätig, ab 1903 wieder in Wien. 1909 wurde er als außerordentlicher Professor für Klassische Philologie an die Universität Graz berufen und verließ den Schuldienst. 1914 wechselte er als außerordentlicher Professor an die Universität Wien. 1917 kehrte er als ordentlicher Professor nach Graz zurück, wo er bis zu seiner Emeritierung (1939) lehrte und forschte. Von 1939 bis 1940 vertrat er seinen eigenen Lehrstuhl.
In seiner Forschungsarbeit beschäftigte sich Mesk gleichermaßen mit der griechischen wie mit der lateinischen Literatur. Er verfasste zahlreiche Aufsätze (meist in der Zeitschrift Wiener Studien) zu griechischer Tragödie, Rhetorik, römischer Komödie, Panegyrik und zur neronischen Literatur.